# Панькин, Иван Степанович
Иван Степанович Панькин (1909 — ?) — советский государственный и политический деятель, председатель Волгоградского областного исполнительного комитета.

## Биография
Родился в 1909 году. Член ВКП(б) с 1930 года.
С 1933 года — на общественной и политической работе. В 1933—1966 гг. — агроном, старший агроном, директор машинно-тракторной станции в Алтайском крае, заведующий Сельскохозяйственным отделом Алтайского краевого комитета ВКП(б), на партийной работе в Алтайском краевом комитете ВКП(б), секретарь Читинского областного комитета ВКП(б), председатель Исполнительного комитета Сталинградского областного Совета, заведующий Сельскохозяйственным отелом ЦК КПСС по РСФСР, член Центральной Ревизионной Комиссии КПСС.
Избирался депутатом Верховного Совета РСФСР 3-го, 4-го, 5-го созывов, Верховного Совета СССР 6-го созыва.